# Murça
Murça – miejscowość w Portugalii, leżąca w dystrykcie Vila Real, w regionie Północ w podregionie Alto Trás-os-Montes. Miejscowość jest siedzibą gminy o tej samej nazwie.

## Demografia
| Liczba ludności gminy Murça (1801–2011) | Liczba ludności gminy Murça (1801–2011) | Liczba ludności gminy Murça (1801–2011) | Liczba ludności gminy Murça (1801–2011) | Liczba ludności gminy Murça (1801–2011) | Liczba ludności gminy Murça (1801–2011) | Liczba ludności gminy Murça (1801–2011) | Liczba ludności gminy Murça (1801–2011) | Liczba ludności gminy Murça (1801–2011) | Liczba ludności gminy Murça (1801–2011) |
| --------------------------------------- | --------------------------------------- | --------------------------------------- | --------------------------------------- | --------------------------------------- | --------------------------------------- | --------------------------------------- | --------------------------------------- | --------------------------------------- | --------------------------------------- |
| 1801                                    | 1849                                    | 1900                                    | 1930                                    | 1960                                    | 1981                                    | 1991                                    | 2001                                    | 2004                                    | 2011                                    |
| 4 531                                   | 4 975                                   | 6 857                                   | 7 886                                   | 10 364                                  | 8 518                                   | 7 371                                   | 6 752                                   | 6 476                                   | 5 952                                   |

## Sołectwa
Sołectwa gminy Murça
- Candedo – 1002 osoby
- Carva – 269 osób
- Fiolhoso – 452 osoby
- Jou – 654 osoby
- Murça – 2136 osób
- Noura – 575 osób
- Palheiros – 332 osoby
- Valongo de Milhais – 329 osób
- Vilares – 203 osoby